# Anna Rupertina Fuchs
Anna Rupertina Fuchs (geborene von Pleitner; * 19. Dezember 1657 Elbing, Polnisch-Preußen; † 23. November 1722 in Sulzbach, Pfalz-Sulzbach) war eine deutsche Lyrikerin und Dramatikerin.

## Leben
Anna Rupertinas Vater war der aus Nabburg stammende Oberst Johann von Pleitner, der zunächst in polnischen, dann in schwedischen Militärdiensten stand, und anschließend, während der Türkenkriege, Befehlshaber des Fränkischen Kreis-Infanterieregiments war, jedoch am 1. August 1664 in der Schlacht bei St. Gotthard fiel. Ihre Mutter, Eva von Banken, stammte aus Holland, starb aber bereits, als die Tochter erst drei Jahre alt war. Ihre Kindheit verbrachte Anna Rupertina von Pleitner in Nürnberg und nach dem Tod des Vaters begab sie sich nach Weingarten, in die Obhut ihres Onkels, dem Pfälzer Oberamtmann von Pleitner. Aufgrund des Ausbruchs des „Lotharingisch-Französischen Krieges“ kehrte sie wieder nach Nürnberg zurück. In der Zwischenzeit war Anna Rupertina in den verschiedenen Wissenschaften und der Poesie unterrichtet worden. Für letztere konnte sie sich besonders begeistern und erlangte für die Dichtkunst eine Fertigkeit, sodass sie bald selbständig Verse zu Papier brachte. Als Anna Rupertina von Pleitner älter wurde, kam sie nach Pfalz-Zweibrücken an den dortigen Hof als Hofdame. 1696 heiratete sie den Sulzbacher Stadtprediger und Rektor der dortigen Lateinschule, Georg Christoph Fuchs; das Ehepaar hatte jedoch keine Kinder.
In manchen Quellen wird Anna Rupertina Fuchs als Mitglied des Pegnesischen Blumenordens, mit dem Gesellschaftsnamen Daphne aufgeführt, jedoch weist Georg Andreas Will darauf hin, dass sie „nicht mit einer andern Daphne, der Fr. Barb. Jul. Penzlin, die im Pegnitz-Orden war, vermischt werden“ darf. Auch in Friedrich Roth-Scholtz’ Beschreibung von Anna Rupertina Fuchs’ Leben aus dem Jahr 1726 findet sich keine Erwähnung über eine Blumenordenmitgliedschaft. Mindestens hatte sie jedoch Verbindungen zu Mitgliedern der Gesellschaft, was sich auch in ihren Hirtendichtungen und -dramen zeigt, da ebendiese Schäferdichtung im 17. Jahrhundert im Blumenorden ihren Höhepunkt fand.

## Werk
Als Dichterin (und als Komponistin) konnte sich Anna Rupertina Fuchs bereits zu Lebzeiten einen Namen machen und auch nach ihrem Tod berichteten viele Zeitgenossen positiv über sie. Fuchs war mit einem „tiefsinnigen Verstand“ und einem „verwunderungswürdigen Gedächtnis“ begabt, sodass sie vieles spontan (mündlich) dichten, auch wenn sie gerade kein Schreibzeug zur Hand hatte und es dann später niederschreiben konnte. Johann Christoph Gottsched schrieb – in Bezug auf Fuchs und Getrud Möller – „voller Stolz“ über „den weiblichen Beitrag zum Ruhm der preußischen Poesie“. Der Herzog Christian August von Pfalz-Sulzbach schätze ihre Werke besonders.
Neben vielen verschiedenen Liedern und Gedichten, teilweise unter ihrem Pseudonym Daphne veröffentlicht, sind von ihr unter anderem folgende Werke erschienen:
- Aufgedeckter Spiegel wunderbarer Gottesregierung an dem [...] Kinde des Glaubens Job [...]. Dramatische Repraesentation. Johann Holst, Sulzbach 1714
- DAPHNE Poëtischer Gedancken-Schatz. (Sammlung von verschiedenen Gedichten, unter diesen einige auf Fürsten, bspw. für/auf Theodor Eustach, Christian August, Joseph Karl, Anna Christine oder aber auch auf Karl VI.) Georg Abraham Lichtenthaler, Sulzbach 1720
- Unserem allergnädigsten Herzog Christian August zum 80igsten – sein Lebenslauf untertänigst verfasst von Anna Rupertina Fuchs einer guten Poetin in Teutsch. (Poetische Lebensgeschichte des Pfalzgrafen) Sulzbach 1702
- Sehnsucht der Sulamithin, Liebesgedicht, ohne Jahresangabe[5]
- Die Antwort. Ohne Jahresangabe[6]

Zusammen mit Catharina Regina von Greiffenberg, Sibylla Schwarz, Anna Ovena Hoyers, Susanna Elisabeth Zeidler und Margaretha Susanna von Kuntsch, kann Fuchs zu den wichtigen deutschsprachigen Lyrikerinnen des 17. Jahrhunderts zählen, jedoch tauchen diese, beziehungsweise deren Werke, bis auf die beiden erstgenannten, kaum in literaturgeschichtlichen o. ä. Beiträgen/Werken auf, sodass sie heutzutage so gut wie nicht (mehr) bekannt sind.